# زهير بن معاوية
أبو خيثمة زهير بن معاوية بن حديج بن الرحيل الجعفي الكوفي محدث الجزيرة وهو أخو حديج والرحيل. كان من أوعية العلم وراوية الحديث النبوي، وصاحب حفظ وإتقان. ولد سنة 95 هـ.

## رواية الحديث

### حدث عن
أبي إسحاق السبيعي، وزبيد بن الحارث اليامي، وزياد بن علاقة، والأسود بن قيس، وسماك بن حرب، والحسن بن الحر، ومنصور بن المعتمر، وأبي الزبير المكي، وحميد الطويل، وسليمان الأعمش، وأبان بن تغلب، وعاصم بن بهدلة، وعبيد الله بن عمر، وكنانة مولى صفية حدثه عن أبو هريرة وقال: كنت ممن حمل الحسن بن علي جريحا من دار عثمان وقدت بصفية بنت حيي لترد عن عثمان فلقيها الأشتر فضرب وجه بغلتها حتى مالت فقالت: ردوني لا يفضحني هذا الكلب، قال: فوضعت خشبا بين منزلها وبين منزل عثمان، تنقل عليه الطعام والشراب. وروى أيضا عن سهيل بن أبي صالح، وهشام بن عروة، ويحيى بن سعيد الأنصاري، وعبد الملك بن عمير وعطاء بن السائب وإبراهيم بن مهاجر، وعروة بن عبد الله بن قشير، وعبد العزيز بن رفيع.

### حدث عنه
حدث عنه: ابن جريج، وابن إسحاق وهما من شيوخه، وعبد الله بن المبارك، وابن مهدي، وأبو داود الطيالسي، والحسن الأشيب، ويحيى بن أبي بكير، وأبو نعيم الفضل بن دكين، وأبو جعفر النفيلي، وأحمد بن يونس، ويحيى بن يحيى النيسابوري، وأبو الوليد الطيالسي، وعلي بن الجعد، ويحيى بن آدم، والهيثم بن جميل، وسعيد بن منصور، وأحمد بن عبد الملك بن واقد.

## الجرح والتعديل
- قال أبو بكر بن منجويه: كان حافظا متقنا، وكان أهل العراق يقدمونه في الإتقان على أقرانه.
- قال أبو حاتم الرازي: ثقة متقن صاحب سنة، تأخر سماعه من أبى إسحاق.
- قال أبو زرعة: ثقة إلا أنه سمع من أبى إسحاق بعد الاختلاط.
- قال أحمد بن حنبل: كان من معادن الصدق.
- قال صالح بن أحمد بن حنبل عن أبيه: زهير فيما روى عن المشايخ ثبت بخ بخ وفي حديثه عن أبى إسحاق لين، سمع منه بأخرة.
- قال أحمد بن عبد الله العجلي: ثقة مأمون .
- قال ابن حجر: ثقة ثبت إلا أن سماعه عن أبى إسحاق بأخرة.
- قال الذهبي: الحافظ، ثقة حجة.
- قال النسائي: ثقة ثبت.
- قال سفيان بن عيينة: ما بالكوفة مثله.
- قال شعيب بن حرب: كان زهير أحفظ من عشرين مثل شعبة.
- قال يحيى بن معين: ثقة.[2]